# Piotr Uklański

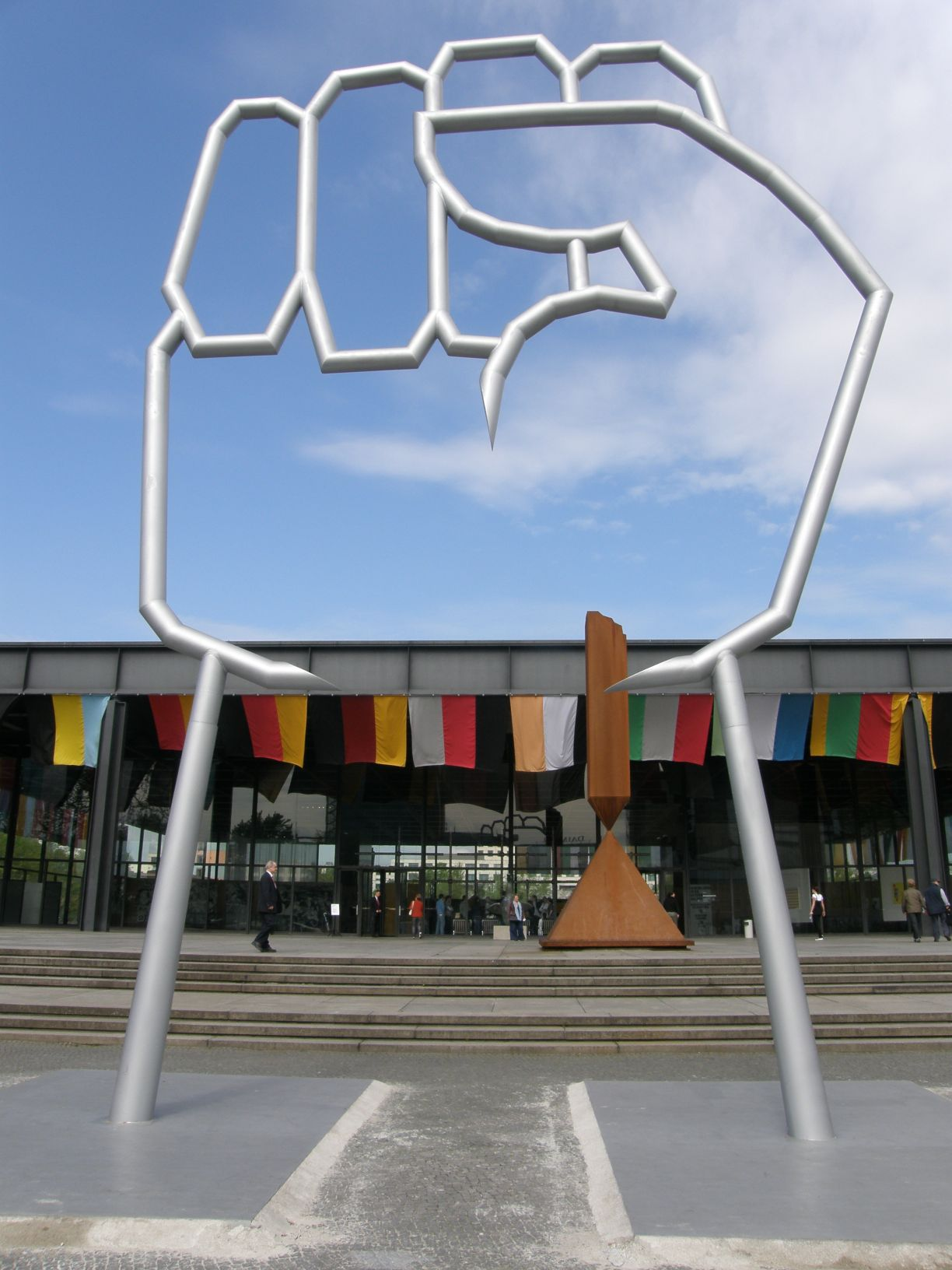
Praca artysty w Berlinie (2008). Fot. A. Mauruszat.

Piotr Uklański (ur. 1968 w Warszawie) – polski artysta, reżyser i fotograf mieszkający na stałe w USA.

## Życiorys
Ukończył studia na Akademii Sztuk Pięknych w Warszawie, w 1991 wyjechał do USA. Reżyserował m.in. teledyski i zajmował się fotografią. Miał wiele wystaw indywidualnych, m.in. w Sandomierzu (Pojedynek w pojedynkę, 1993), Lublinie (Życie jakie powinno być, 1995), Nowym Jorku (More Joy of Photography, 1997). W Polsce rozgłos przyniosła mu wystawa Naziści w warszawskiej Zachęcie w listopadzie 2000 (wcześniej prezentowana w Londynie), przedstawiająca aktorów w rolach oficerów niemieckich okresu II wojny światowej; wystawa została demonstracyjnie zniszczona przez Daniela Olbrychskiego, który również znalazł się wśród sportretowanych aktorów (na fotosie z filmu Jedni i drudzy Claude’a Leloucha). W 2006 Uklański sprzedał Nazistów na aukcji w Londynie za 568 tys. funtów.
Z innych znanych prac Uklańskiego można wymienić Dance Floor (1996) – przeniesienie posadzki z klubu nocnego; mozaikę z ceramicznych odpadków produkcyjnych przed Domem Towarowym „Smyk” w Warszawie (1999); cykl Joy of Photography, prezentujący piękno natury (od 1997). W 2004 roku stworzył pracę Bez tytułu (Jan Paweł II), będącą portretem Jana Pawła II złożonym z setek brazylijskich żołnierzy. 
W 2007 stworzył dyptyk Bez tytułu (Solidarność). Blisko 3 tysięcy żołnierzy ubranych w białe i czerwone bluzy utworzyło na terenie Stoczni Gdańskiej logo "Solidarności", które Uklański następnie sfotografował ze znacznej wysokości. Praca znajduje się w zbiorach m.in. Muzeum Narodowego w Gdańsku.
Uklański posługuje się różnymi środkami twórczymi, poza fotografią i filmem m.in. instalacją, wideo, performance.
W Stanach Zjednoczonych zajmował się również reżyserią teledysków gwiazd sceny muzycznej.
Jako reżyser filmu fabularnego zadebiutował westernem Summer Love z udziałem Bogusława Lindy, Katarzyny Figury i Vala Kilmera (2005) pokazanym na 31. Festiwalu Polskich Filmów Fabularnych w Gdyni. Uklański oprócz reżyserii napisał również scenariusz.
Jest żonaty z Alison Gingeras, kuratorką sztuki, z którą ma dwójkę dzieci Marię i Lucjana.